# Ma mémoire assassine
 (avril 2018).
Si vous disposez d'ouvrages ou d'articles de référence ou si vous connaissez des sites web de qualité traitant du thème abordé ici, merci de compléter l'article en donnant les références utiles à sa vérifiabilité et en les liant à la section « Notes et références ».
Ma mémoire assassine est un roman de l'écrivain sud-coréen Kim Young-ha publié en 2013.

## Résumé
Adepte de poésie, et particulièrement de Zarathoustra, Kim Byeong-su est un ancien vétérinaire, et ex-tueur en série de soixante-dix ans vivant avec sa fille Eun-hee de vingt sept ans. Leur maison est à flanc de montagne, et dispose d'un petit jardin contenant une bambouseraie sous laquelle sont enterrées ses anciennes victimes. Byeong-su a été marié deux fois. Sa première épouse a disparu un beau jour avec son fils sans laisser de trace. Peut-être avait elle découvert qui était vraiment son mari ? Sa deuxième épouse avait divorcé et s'était mise en couple avec un autre homme, qu'il avait assassiné. Cela fait plus de vingt ans qu'il n'a pas tué. Il a arrêté après un accident de voiture et une opération chirurgicale. Laquelle des deux contribua à faire taire ses pulsions ? 
Récemment, on a retrouvé des femmes tuées après avoir été ligotées. La troisième victime a été découverte le jour où un médecin a diagnostiqué à Kim Byeong-su qu'il était atteint de la maladie d'Alzheimer. Il se demande s'il pourrait être l'auteur inconscient de ces crimes, mais ses alibis sont solides. À quinze ans, Eun-hee avait appris de la bouche de son père qu'elle avait été adoptée. En effet, leurs groupes sanguins étaient incompatibles avec une relation père-fille. 
Un jour, près de chez lui, Kim Byeong-su rentre avec sa voiture dans un 4×4 aménagé pour la chasse. Le conducteur du véhicule, un trentenaire, refuse d'échanger ses coordonnées, prétendant, ce qui est faux, que les dégâts sont peu importants. Pak Ju-tae, c'est son nom, finit par lui donner les informations que le vieux insiste pour avoir. Le dernier meurtre de Byeong-su était la mère de Eun-hee et son premier, son propre père. Il a tué celui-ci à l'âge de quinze ans, avec la complicité de sa petite sœur et de sa mère, toutes deux battues par le chef de famille lorsqu'il était saoul. Il semblait expulser ainsi un traumatisme acquis lors de la guerre de Corée. Son Alzheimer s'aggravant, il ne reconnaît même plus son chien, pensant qu'il s'agit de celui du voisin. Il s'enfonce progressivement dans la sénilité et la démence. Un jour, Eun-hee lui annonce qu'elle a quelqu'un dans sa vie. Elle vient quelques jours plus tard accompagné du conducteur du 4x4 que Byeong-su soupçonne d'être le tueur en série sévissant actuellement. Celui-ci prétend être un agent immobilier achetant des terrains avant de les revendre en plus petites parcelles. Pensant que Pak Ju-tae cherche à tuer Eun-hee, Byeong-su décide de le surveiller. 
Un jour, il exprime ses craintes à sa fille, mais celle-ci refuse d'y croire. En le pistant, il découvre que Pak Ju-tae habite une maison de style occidental avec une cour intérieure cachée des regards indiscrets. Il occupe le rez-de-chaussée et le sous-sol tandis qu'une vieille loge au premier étage. Un matin, il découvre des marques sur le cou d'Eun-hee, et apprend qu'il en est à l'origine, bien qu'il ne s'en souvienne pas. Sa maladie évoluant, il décide de conserver un magnétophone autour du cou de manière à se souvenir de tout ce qu'il est en train de faire. Un jour, il reçoit la visite d'un groupe d'étudiants désirant devenir cadre dans la police, et qui enquêtent sur ses anciens meurtres, sous la direction de l'inspecteur Ahn, déjà en poste à l'époque de ses anciens assassinats. Son esprit vagabonde de plus en plus dans le passé lointain. Il se remémore de l'époque où il sévissait dans la région, lorsque ses crimes étaient noyés dans l'effervescente chasse aux espions nord-coréens. Ses crimes étaient ainsi attribués à des espions-fantômes que la propagande officielle voyait partout. Un jour, Eun-hee l'emmène visiter un centre médicalisé pour personnes âgées, mais il lui est hors de question d'y séjourner. À son réveil, il trouve un jour Pak Ju-tae à son chevet qui lui déclare savoir qui il est, et ce depuis leur première rencontre. Reprenant conscience à un autre moment, il se retrouve assis sur le maru en compagnie de l'inspecteur Ahn. 
Quelque temps plus tard, un nouveau meurtre est commis, dans les mêmes circonstances. Kim byeong-su repense à des scènes, à des rêves d'autrefois, et se sent comme Ulysse ayant oublié qu'il vient de Troie après avoir consommé du lotus. Eun-hee découche de plus en plus souvent, voire tous les jours. Kim Byeon-su doit s'occuper rapidement de Pak Ju-tae, avant que celui-ci n'assassine sa fille. Il se réveille un matin avec le sentiment, selon de nombreux indices, d'avoir mis son plan à exécution, mais ne se souvient de rien. Dans la cour, le chien gratte la terre et en sort la main d'une femme. Celle de Eun-hee ? Cette dernière ne répond plus au téléphone. Une nuit, il se fait contrôler par un policier, mais ne se souvient plus de la raison de sa présence à cet endroit. De retour chez lui, il trouve dans son frigo la main enveloppée dans un sac plastique de Eun-hee. Il décide d'appeler la police pour signaler le meurtre de sa fille et dénoncer Pak Ju-tae comme l'auteur de celui-ci. La police, disposant d'un mandat, arrive et fouille la cour à l'aide de chiens. Ils y découvrent le squelette blanchi d'un enfant. Byeong-su ignore de qui il s'agit. Les interrogatoires se succèdent, mais Byeong-su est incapable d'apporter des réponses tangibles aux inspecteurs. En revanche, on lui annonce que Pak Ju-tae est un policier et qu'Eun-hee n'était pas sa fille mais une aide soignante à domicile. Quant à l'inspecteur Ahn, il n'existe pas. Suivant les indications de Byeong-su, qui n'en a plus pour très longtemps, la police découvre toutes ses anciennes victimes enterrées dans la bambouseraie. Il se voit aux informations télévisées, mais est incapable de se souvenir de l'assassinat de Eun-hee. Les interrogatoires et les interviews se succèdent, mais il est de moins en moins à même d'y répondre, jusqu'à en oublier Eun-hee et son meurtre.
Après l'histoire, Kim Young-ha fournit deux pages intitulées Un mot de l'auteur.

## Adaptation cinématographique
- 2017 : Memoir of a Murderer (살인자의 기억법), film sud-coréen réalisé par Won Shin-yun, avec Seol Kyeong-gu